# Famille Ramsay
Ramsay est une famille de la noblesse finlandaise et de la noblesse suédoise.
La famille est une branche du Clan Ramsay originaire d'Écosse arrivée en Suède au XVIe siècle. 
Deux branches de la famille sont inscrites dans la liste des familles nobles de Finlande  sous les numéros 17 et 40.

## Membres de la famille
- Hans (Joan) Ramsay (1550–1649),
- Anders Erik Ramsay (1638–1735),
- Anders Henrik Ramsay (1707–1782),
- Otto Wilhelm Ramsay (1743–1806),
- Anders Wilhelm Ramsay (1777–1808)
- Anders Johan Ramsay (1744–1811)
- Sofia Lovisa Ramsay (1754–1816)
- Karl August Ramsay (1791–1855)
- Gustaf Adolf Ramsay (1794–1859)
- Anders Edvard Ramsay (1799–1877),
- Alexander Wolter Ramsay (1825–1891),
- Anders Gustaf Ramsay (1832–1910),
- Georg Edvard Ramsay (1834–1918),
- Constance Johanna Ramsay (1837–1925)
- Arthur Rickhard Ramsay (1838–1915),
- Allan Georg Ramsay (1839–1906),
- Gustaf Adolf Ramsay (1842–1918),
- Archibald Viktor Ramsay (1847–1907),
- Wolter Ramsay (1855–1926), ,
- August Ramsay (1859–1943),
- Wilhelm Ramsay (1865–1928),
- William Ramsay (1867–1944),
- Henrik Ramsay (1886–1951)
- Laila Ramsay (née Pullinen, 1933–2015),
- Sara Ramsay (née Hirvelä en 1969),